# Australian Certified Organic
Australian Certified Organic est le principal organe de certification pour l'agriculture biologique en Australie. Fondé en 1987, il couvre en 2010 55 % de la production australienne, et 80 % des produits bio vendus en Australie. ACO est financé par l'association australienne des agriculteurs bio, BFA pour Biological Farmers of Australia. Le logo de l'ACO est surnommé le « bud », le bourgeon.